# Hōjō Tokimasa
Tokimasa Hōjō (北條時政, Hōjō Tokimasa, 1138- 6 février 1215) était un samouraï qui fut l'un des chefs du clan Hōjō. Il a été le premier shikken (régent) du shogunat de Kamakura de 1199 à 1205.

## Biographie
On sait peu de choses de la jeunesse de Tokimasa. En 1177, sa fille Masako épouse Minamoto no Yoritomo, et quand la guerre de Gempei éclate en 1180, et bien qu'il fût vassal des Taira comme membre du clan Hōjō, il se joint à son gendre pour répondre à l'appel aux armes du prince Mochihito et de Minamoto no Yorimasa.
Après la fin de la guerre en 1185, Yoritomo établit le bakufu à Kamakura et Tokimasa est nommé Kyōto kanrei, gouverneur de Kyōto. Après la mort de Yoritomo en 1199, il complote avec sa fille pour enlever le pouvoir au nouveau shogun Minamoto no Yoriie (son propre petit-fils) et établir la régence, qu'il s'attribue en 1203. Devant l'incompétence notoire de Yoriie, il le fait assassiner et installe le frère de celui-ci, Minamoto no Sanetomo, comme shogun.
Plus tard, il complote avec sa seconde épouse Omaki no Kata pour remplacer Sanetomo par son beau-fils Tomomasa Hiraga, mais sa fille Masako et son fils Yoshitoki l'obligent à s'exiler. Il se retire alors dans la province d'Izu et devient moine bouddhiste, tandis que Yoshitoki devient régent à sa place.